# James Rolph
James “Sunny Jim” Rolph, Jr. (23 de agosto de 1869 – 2 de junho de 1934) foi republicano dos Estados Unidos. Ele foi eleito para um mandato único como governador da Califórnia, ocupando o cargo entre 6 de janeiro de 1931 até sua morte em 2 de junho de 1934, no auge da Grande Depressão. Anteriormente, Rolph tinha sido o trigésimo prefeito de São Franco entre 8 de janeiro de 1912 até sua renúncia. Rolph é o prefeito de São Francisco com mais tempo de mandato.

## Biografia

### Início de vida
James Rolph nasceu 23 de agosto de 1869, em São Francisco. Filho de James Rolph Sr. e Annie Marshall Reid. Foi irmão de Thomas Rolph, representante dos Estados Unidos. Cresceu em Mission District, onde frequentou a escola Trinity Academy. Depois de terminar o colegial, Rolph trabalhou como office-boy para a DeWitt, Kittle and Company, uma empresa de transporte. Em 1898, Rolph e George Hind abriram um negócio de transporte, a Shipping Company Hind Rolph.
Em 1903, ajudou a fundar o Banco Missão, da qual se tornou presidente. Ele também serviu como presidente do Banco de Poupança Missão. Ele fundou a Companhia de Construção Naval Rolph, e a James Rolph Company.

### Prefeito de São Francisco
Em 1909 foi convidado a concorrer a prefeito de São Francisco, no entanto recusou. Em 1911 venceu a eleição com 60% dos votos, derrotando o prefeito P. H. McCarthy. Sendo reeleito outras vezes, tornando-se o prefeito com mais tempo de permanência no cargo. A duração de seu mandato como prefeito foi em grande parte devido à sua popularidade. Durante seu mandato, São Francisco viu a expansão do seu sistema de trânsito, a construção do Centro Cívico e a Feira Mundial.

### Governador da Califórnia
Em 4 de novembro de 1930 foi eleito governador da Califórnia, com 999 393 votos (72,15%), derrotando Milton K. Young que teve 333 973 votos (24,11%) e Upton Sinclair com 50.480 votos (3,64%). Tomou posse em 6 de janeiro de 1931.
Durante seu mandato, Brooke Hart, filho de um comerciante de São Jose foi sequestrado. Os acusados foram enforcados. O governador Rolph recebeu críticas por apologia ao linchamento, foi apelidado de "o governador Lynch" e recebeu uma publicidade extremamente ruim em todo o país. Morreu em 2 de junho de 1934 no Condado de Santa Clara após ter vários ataques cardíacos.